# Bridget Franek
Bridget Franek (* 8. November 1987 in Cleveland, Ohio) ist eine ehemalige US-amerikanische Leichtathletin, die sich auf den Hindernislauf spezialisiert hat.

## Sportliche Laufbahn
Bridget Franek wuchs in Ohio auf und absolvierte bis 2010 ein Studium an der Pennsylvania State University. Erste internationale Erfahrungen sammelte sie bei den U23-NACAC-Meisterschaften 2008 in Toluca, bei denen sie in 11:12,65 min die Silbermedaille über 3000 m Hindernis hinter ihrer Landsfrau Nicole Bush gewann. Im Jahr darauf schied sie bei den Weltmeisterschaften in Berlin mit 9:50,02 min in der Vorrunde aus. 2010 wurde sie NCAA-Collegemeisterin im Hindernislauf und im Jahr darauf kam sie bei den Weltmeisterschaften in Daegu mit 9:43,09 min nicht über den Vorlauf hinaus. 2012 nahm sie an den Olympischen Sommerspielen in London teil und gelangte dort mit 9:45,51 min im Finale auf den zwölften Platz. 2018 beendete sie dann ihre aktive sportliche Karriere im Alter von 31 Jahren.

## Persönliche Bestleistungen
- 1500 Meter: 4:12,96 min, 21. Juli 2012 in Solihull
- 2000 m Hindernis: 6:19,09 min, 16. März 2013 in Eugene
- 3000 m Hindernis: 9:29,53 min, 14. Juli 2012 in London